# Martin Stuchtey
Martin R. Stuchtey (* 26. April 1968 in Würzburg) ist ein deutscher Geologe und Wirtschaftswissenschaftler, der sich insbesondere der Erneuerung des Wirtschaftssystems im Sinne eines Naturkapital-Ansatzes verschrieben hat.

## Leben und Beruf
Martin Stuchtey studierte Geologie und Mineralogie an der Julius-Maximilians-Universität Würzburg und wurde an der südafrikanischen Rhodes-Universität in Lagerstättenkunde und Geologie mit einem BSc. Hons.-Grad graduiert. An der WHU – Otto Beisheim School of Management absolvierte er ein Studium der Betriebswirtschaft zum Diplomkaufmann und absolvierte ein MBA-Studium an der englischen Lancaster University. An der TU Dresden wurde er 2000 zum mikroökonomischen Wert von Externalitäten in Industrieclustern für die Wettbewerbsfähigkeit von Unternehmen promoviert.
Stuchtey war Offizier bei den Gebirgsjägern und arbeitete als Geologe im südlichen Afrika, bevor er 1997 für McKinsey & Company tätig wurde, wo er zuletzt Managing Partner des Münchner Büros und Direktor des „Center for Business and Environment“ bis zu seinem Ausscheiden 2016 war. 2006 war Stuchtey Mitbegründer der McKinsey Sustainability Practice. Er ist zudem ein Initiator der 2030 Water Resources Group. In seiner Arbeit fokussierte er sich insbesondere auf ein neues Denken in Materialkreisläufen, integrierter Ressourcen- und Wasserwirtschaft, der Ökoeffektivität und des Biodiversitätsschutzes. Stuchtey arbeitete mit einer Vielzahl von Unternehmen aber auch mit dem World Economic Forum, der Ellen MacArthur Foundation der Ocean Conservancy und dem WRI zusammen und als Berater der Europäischen Kommission.
Im Anschluss an seine Tätigkeit bei McKinsey gründete er mit Jeremy Oppenheim und unter Beteiligung von Janez Potocnik, Adair Turner, David King und Michael Braungart das Unternehmen SYSTEMIQ mit Sitz in London und München, das den Wandel zu einem nachhaltigen Wirtschaftssystem beschleunigen will.
2022 gründete Martin Stuchtey zusammen mit Sonja Stuchtey das NatureFinTech The Landbanking Group  - ein Unternehmen mit dem Ziel, Naturkapital mess-, bewert- und investierbar zu machen und somit Kapitalströme in Naturerhalt- und regenerierung umzulenken. Das Unternehmen arbeitet mit Industrie, Banken, institutionellen Anlegern und Regierungen und bewirtschaftet 2,5 Millionen Hektar über die digitale Plattform Landler.
Martin Stuchtey ist Investor über die Investmentgesellschaft Stuchtey Daughters & Sons und Beirat in verschiedenen Unternehmen und Institutionen.
2016 wurde Stuchtey an der Universität Innsbruck zum Professor für Ressourcenstrategie und Ressourcenmanagement berufen. Im Oktober 2021 verlieh ihm die Universität Innsbruck den Titel Honorarprofessor.
Martin Stuchtey ist mit der Mitgründerin von The Landbanking Group, der Unternehmerin und Autorin Sonja Stuchtey verheiratet, gemeinsam haben sie sechs Kinder. Er lebt in Pöcking und auf seiner Farm in Kollreid in der Gemeinde Anras.

## Wirken
Martin Stuchtey hat sein Wirken als Unternehmer, Berater, Investor, Publizist und Hochschullehrer wiederholt in den Dienst von Systeminitiativen gestellt: Der nachhaltigen Wasser- und Ozeanökonomie, der Circular Economy, dem Naturkapitalansatz. 2016 veröffentlichte er mit Per-Anders Enkvist und Klaus Zumwinkel das Buch A Good Disruption – Redefining Growth in the Twenty-first Century.
Er engagiert sich für die europäischafrikanische Zusammenarbeit und den Artenschutz. Er ist Gründer des Blue House Programms in Namibia und des Vereins zur Erhaltung des Urapfels und zur Pflege der Artenvielfalt e.V. und engagiert sich insbesondere für den Erhalt des Asiatischen Wildapfels. Darüber hinaus ist er Mitglied des Kuratoriums der Senckenberg Gesellschaft. Er ist International Fellow des Explorer Clubs.

## Schriften
- Can firms build clusters? Appropriation of localised externalities and rational behaviour of firms. Eul, Lohmar/Köln 2001, ISBN 978-3-89012-858-0
- Transafricana: Bericht einer Reise durch den schwarzen Kontinent. Lüdenscheid 2015, ISBN 978-3-00-048501-5
- Martin Stuchtey, Per-Anders Enkvist, Klaus Zumwinkel: A Good Disruption: Redefining Growth in the Twenty-First Century. Bloomsbury Information Ltd. 2016, ISBN 978-1-472939784.

## Veröffentlichungen („Papers“)
- Charting our Water Future: Water Resources Group 2030, 2009[9]
- Towards a Circular Economy – opportunities for the Consumer Goods Sector, 2012
- Towards a Circular Economy – economic and business rationale for an accelerated transition, 2013
- Growth within – a circular economy vision for Europe, 2015
- Bayern 2025: Alte Stärke, neuer Mut. McKinsey. 2015.
- „A New Plastic Economy“ – rethinking the future of plastics, 2016
- Achieving Growth Within – a €320-billion circular economy investment opportunity available to Europe up to 2025, 2017
- Cities and the Circular Economy for Food, 2019
- Evaluating scenarios toward zero plastic pollution – Science Journal, September 2020
- Breaking the Plastic Wave: A comprehensive assessment of pathways towards stopping ocean plastic pollution. The Pew Charitable Trusts. 2020.
- Ocean Solutions That Benefit People, Nature, and the Economy. High-level Panel for a sustainable ocean economy. 2020.
- A System Change Compass: Implementing the European Green Deal in a time of  recovery. SYSTEMIQ. 2020.
- Circular Economy Roadmap for Germany. Circular Economy Initiative Deutschland. 2021.
- Planet Positive Chemicals. Lead author of the report SYSTEMIQ. 2022.
- Everything-as-a-Service (XaaS): How businesses can thrive in the age of climate change and digitalization. SYSTEMIQ (2022).